# Djustjärnen
Djustjärnen är en sjö i Älvdalens kommun i Dalarna och ingår i Dalälvens huvudavrinningsområde. Sjön har en area på 0,0714 kvadratkilometer och ligger 444,5 meter över havet.

## Delavrinningsområde
Djustjärnen ingår i det delavrinningsområde (679010-138455) som SMHI kallar för Utloppet av Stor-Ugsi. Medelhöjden är 443 meter över havet och ytan är 21,73 kvadratkilometer. Det finns inga avrinningsområden uppströms utan avrinningsområdet är högsta punkten. Lill-Ugan som avvattnar avrinningsområdet har biflödesordning 3, vilket innebär att vattnet flödar genom totalt 3 vattendrag innan det når havet efter 388 kilometer. Avrinningsområdet består mestadels av skog (56 procent) och sankmarker (33 procent). Avrinningsområdet har 1,81 kvadratkilometer vattenytor vilket ger det en sjöprocent på 8,3 procent.